# Felipe Degregori
Luis Felipe Degregori Caso (Lima, 29 de enero de 1954 - Lima, 2 de enero de 2023) fue un director de cine, guionista, productor y documentalista peruano. Su largometraje de ficción Todos somos estrellas estrenado en 1993 recibió reconocimientos en Colombia y Cuba.

## Biografía
Degregori estudió cine en la Unión Soviética en la década de 1970. Fue becado por la Escuela de Medios de Comunicación de la Universidad Lomonosov y viajó a Moscú, donde se especializó en Cine y Televisión durante tres años. En la primavera de 1975 dejó a Europa para irse a Lima en donde trabajó en Cinematográfica Horizonte produciendo más de 30 cortometrajes hasta 1979 cuando dirigió su primer largometraje de ficción Abisa a los compañeros.
En 2004 funda la productora BuenaLetra Producciones. Su largometraje documental Translatina de 2010, junto a otros producciones como Rosas de Acero (2009), ayudaron a promover los derechos de las personas LGBT en el Perú.
Sus películas, tanto de ficción como documentales, buscaron comunicar a través del lenguaje audiovisual diferentes realidades sociales de su país. Fue retratado en el documental Todos somos estrellas (2017) de Patricia Wiesse Risso, en donde Felipe Degregori dio testimonio respecto al desencanto que tiene por la vida tras la muerte de su hermano Carlos Iván Degregori, entre otros temas.
El 6 de enero de 2023 fue encontrado muerto en su habitación en el distrito de Villa María del Triunfo en Lima, al parecer llevaba varios días de fallecido.

## Trayectoria
Su primera película fue Abisa a los compañeros filmada en 1979 y estrenada en 1980, con una duración de 98 minutos. El largometraje de ficción está basado en la novela Abisa a los compañeros, pronto de Guillermo Thorndike publicada en 1976. La novela y la cinta se basan en un hecho real ocurrido en 1963, en donde recrean la planificación y asalto al Banco de Crédito en el distrito de Miraflores en Lima por parte de un comando trotskista para luego darse a la fuga y ser capturados. Abisa a los compañeros de Degregori es la primera película peruana del género policial. El filme tuvo una buena acogida y «desató una fuerte polémica en los medios de prensa de la época, pues fue acusada de alterar los hechos reales y de no asumir un punto de vista claro en relación al caso presentado».
Su segundo largometraje de ficción, Todos somos estrellas, estrenado en 1993 y con una duración de 88 min, es su película más reconocida y fue premiada como Mejor película en la décima edición del Festival de Cine de Bogotá. La cinta también recibió la mención especial en la decimoquinta edición del Festival Internacional del Nuevo Cine Latinoamericano de La Habana. La historia trata sobre la familia disfuncional de Carmen Huambachano (representada por Milena Alva), televidentes religiosos de la serie de televisión semanal de Lima Todos somos estrellas, en la que se selecciona a una familia normal para ser entrevistada y luego se le da la oportunidad de ganar premios.

### Filmografía
Realizaciones como director:
- Abisa a los compañeros (1980) primer largometraje de ficción.
- Todos somos estrellas (1993)
- Ciudad de M (2000, 102 min), largometraje de ficción, adaptación de la novela Al final de la calle escrita en 1993 por Óscar Malca
- Difundiendo la verdad (2004, 37 min), cortometraje documental[13]
- Peces de ciudad (2007, 65 min), documental[8]
- Rosas de acero (2009), documental sobre la discriminación que sufre la población transexual en el Perú[14]
- Chungui, horror sin lágrimas… una historia peruana (2009, 62 min), documental[15]
- Translatina (2010, 93 min), documental
- No hay lugar más diverso (2012, 52 min), documental[16]

Realizaciones como asistente de dirección:
- La Boca del Lobo (1988) de Francisco Lombardi
- Caídos del cielo (1990) de Francisco Lombardi[17]
- Pantaleón y las visitadoras (1999) de Francisco Lombardi
- El inca, la boba y el hijo del ladrón (2011) de Ronnie Temoche.[18]

Participaciones como actor:
- Pantaleón y las visitadoras (1999), largometraje
- Todos somos estrellas (2007), documental dirigido por Patricia Wiesse Risso.[6]